# Pliocyon
Pliocyon és un gènere de carnívor extint de la família dels amficiònids que visqué durant el Miocè. Se n'han trobat restes fòssils als Estats Units.

## Taxonomia
- Pliocyon medius
- Pliocyon ossifragus
- Pliocyon robustus